# Euphorbia amicorum
Euphorbia amicorum är en törelväxtart som beskrevs av Susan Carter. Euphorbia amicorum ingår i släktet törlar, och familjen törelväxter.
Artens utbredningsområde är Djibouti. Inga underarter finns listade i Catalogue of Life.